# Aerosmith
Aerosmith (рус. Аэросмит, на английском произносится Эйросмит) — музыкальная группа, вероятно, самый важный представитель американского хард-рока. Группа черпала своё вдохновение в британском блюз-роке, доминировавшем на рок-сцене в конце 1960-х и начале 1970-х, как, например, Cream, Led Zeppelin, Jeff Beck Group, а также the Rolling Stones.
Хоть аэросмитовцев часто называют «плохими парнями из Бостона», ни для кого из участников этот город не родной. Стивен Талларико (Тайлер), Джо Перри и Том Хэмилтон впервые встретились в городке Сьюнапи в конце 1960-х годов. Первый приехал из Нью-Йорка, второй из Массачусетса, а третий из Нью-Хэмпшира. В 1970 ребята решили объединиться в группу и решили, что Бостон станет для них идеальной базой. Гитарист Брэд Уитфорд с барабанщиком Джоем Крамером дополнили состав, и в 1973 Aerosmith записали свой дебютный одноимённый альбом.
За следующие годы группа выпустила ряд успешных пластинок, много гастролировала и пользовалась большой популярностью, но потом столкнулась с проблемами наркотической и алкогольной зависимости, которые чуть не стали причиной распада. В тяжёлый период 1979—1984 Перри и Уитфорд ушли из Aerosmith, но во многом благодаря усилиям менеджера Тима Коллинза оригинальный состав был восстановлен, и группа фактически возродилась. С тех пор Aerosmith добились даже большего, чем в 70-е.
К 2008 году было продано 150 млн альбомов (7,32 альбома в минуту на протяжении всей карьеры, согласно автору данной биографии группы) Aerosmith, из них 66,5 — в Соединённых Штатах, что на тот момент явилось самым высоким результатом среди американских команд, играющих хард-рок, и вторым в мире после австралийцев AC/DC. По количеству золотых, платиновых и мультиплатиновых альбомов Aerosmith первые среди американских групп. 21 песня группы попала в Топ 40, 9 занимали первые места в хит-парадах Hot Mainstream Rock Tracks, группа получила 4 Грэмми. Aerosmith оказали сильное влияние на развитие разных музыкальных направлений, сочетая в своём творчестве элементы хард-рока, хеви-метала, поп-музыки, глэма и блюза. В 2001 году они были включены в Зал славы рок-н-ролла, а журнал Rolling Stone и телеканал VH1 включили их в список 100 самых великих музыкантов всех времён (100 Greatest Artists of All Time).
25 июня 2016 года лидер и фронтмен Aerosmith Стив Тайлер сообщил о роспуске группы после прощального тура.

## История

### Основание (1964—1971)

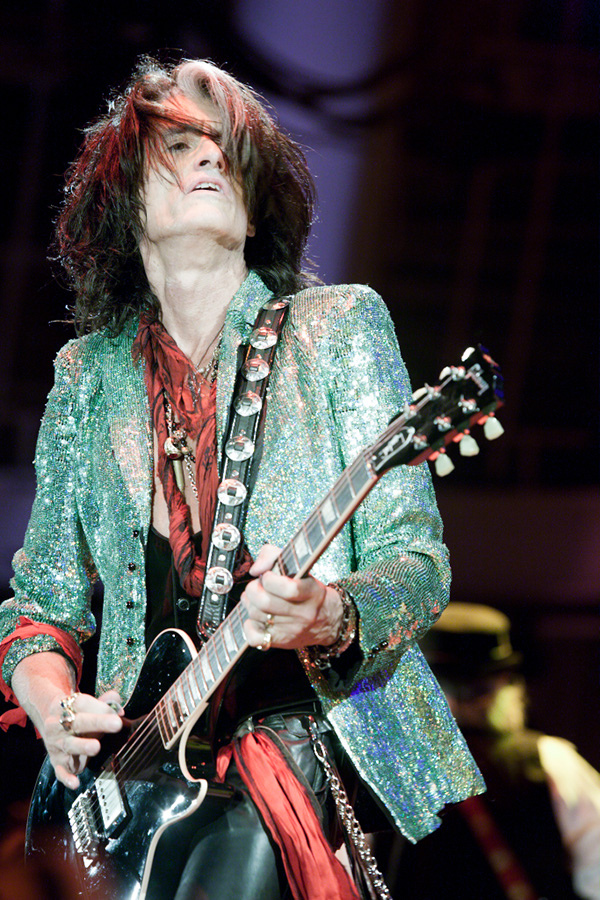
Джо Перри, 2013 год

В 1964 году Стивен Тайлер основал свою собственную группу под названием The Strangeurs — позже Chain Reaction — в Нью-Хэмпшире. Тем временем Перри и Гамильтон основали Jam Band (обычно известную как «Joe Perry’s Jam Band»), которая была основана на свободной форме и блюзе. Гамильтон и Перри переехали в Бостон, Массачусетс в сентябре. Там они встретили Джоуи Крамера, барабанщика из Йонкерса, Нью-Йорк. Крамер знал Тайлера и всегда надеялся играть в группе с ним. Крамер, студент музыкального колледжа Беркли, решил оставить школу, чтобы присоединиться к Jam Band. В 1970 году Chain Reaction и Jam Band играли на том же самом концерте. Тайлер немедленно полюбил звучание Jam Band и хотел объединить две группы. В октябре 1970 группы встретились снова и рассмотрели предложение. Тайлер, который был барабанщиком и бэк-вокалистом в Chain Reaction, непреклонно отказался играть на барабанах в этой новой группе, настаивая, что он принял бы участие, только если мог бы быть фронтменом и вокалистом. Остальные согласились, и родилась новая группа. Группа переместилась в дом на 1325 Авеню Содружества в Бостоне, где они писали и репетировали музыку вместе и расслаблялись между шоу.
Вскоре группа наняла Рэя Табано, друга детства Тайлера, как ритм-гитариста, и начала играть в местных шоу. Aerosmith дали свой первый концерт в Мендоне, Массачусетс в Региональной Средней школе Nipmuc (теперь Средняя школа Холма Miscoe) 6 ноября 1970 года. В 1971 году Тэбано был заменен Брэдом Уитфордом, который также учился в музыкальном колледже Беркли и прежде был участником группы Earth Inc. Витфорд также играл (в школьном оркестре) при Средней школе Кулиджа (A.W Coolidge Middle School) в Рединге (Массачусетс). Кроме периода с июля 1979 до апреля 1984 года, состав из Тайлера, Перри, Гамильтона, Крамера и Уитфорда оставался неизменным.

### 1970-е

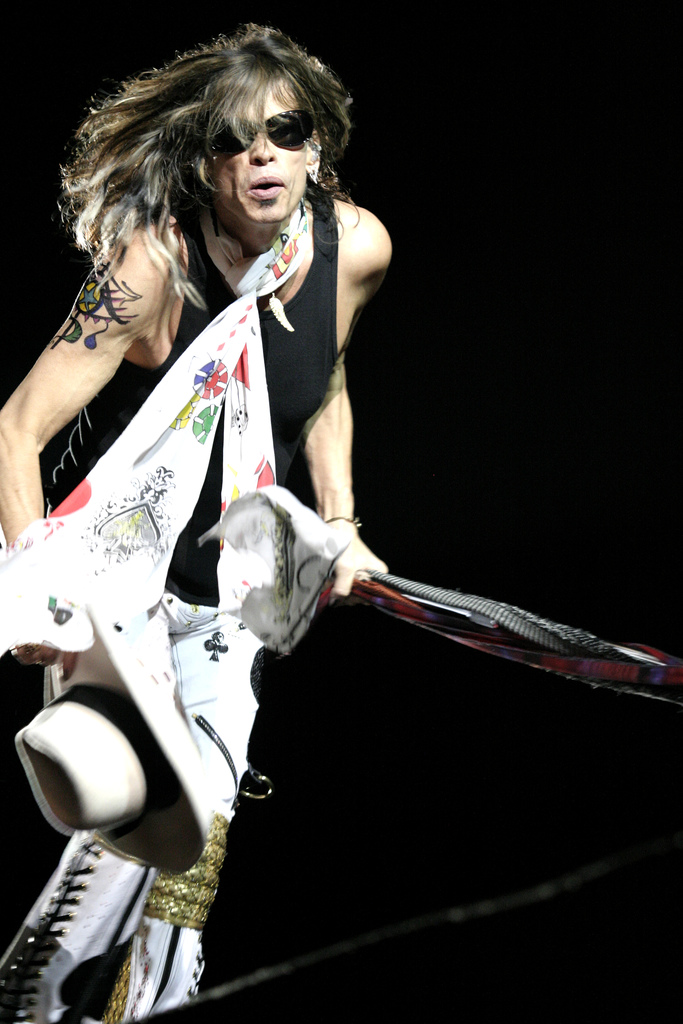
Стивен Тайлер, 2007 год

Определившись с составом, группа начала живые выступления и за пару лет добилась успеха в пределах студенческого городка MIT, исполняя песни популярных тогда Yardbirds и Rolling Stones. В 1972 году Aerosmith подписали контракт с Коламбия Рекордз, а в 1973 записали свой дебютный одноимённый альбом. Критики называли материал сырым и непродуманным, на группу обрушился шквал насмешек из-за схожести с Роллингами (причём куда больше из-за внешности солистов, чем из-за музыки), а по-крупному альбом никто не заметил. Но было бы несправедливо назвать его неудачным, ведь именно на Aerosmith впервые зазвучали песни, сегодня ставшие классикой. Альбом в итоге стал дважды платиновым.
«Mama Kin» и «Walkin’ the Dog» были довольно популярны на радио и приветствовались публикой на концертах, а «Dream On» доползла до 59 места в национальном хит-параде. Не прекращая гастролировать, в 1974 году Aerosmith подготовили свой второй альбом Get Your Wings. Он открыл череду мультиплатиновых альбомов, спродюсированных Джеком Дугласом. Популярными на радио стали «Same Old Song and Dance» и кавер-версию на песню The Yardbirds «Train Kept A-Rollin». На концертах поклонники предпочитали более мрачные «Lord of the Thighs», «Seasons of Wither» и «S.O.S. (Too Bad)», но так или иначе на сегодняшний день распродано более 3 млн копий альбома.
Ещё через год, в 1975, вышел Toys in the Attic. Именно этот альбом многие считают переломным для Aerosmith и сделавшим их музыку любимой во всей Америке, а группу — достойными конкурентами Led Zeppelin и The Rolling Stones. Toys in the Attic показал, что Aerosmith — самодостаточная группа, удачно совмещающая в своих песнях блюз, глэм, хеви-метал и поп-музыку. Успешное шествие по чартам начал сингл «Sweet Emotion», который попал в Топ-40, а продолжила переизданная «Dream On» (#6 — это лучший результат группы в 1970-е). Вторая песня с альбома, «Walk This Way», в начале 1977 года добралась до первой десятки. Тогда же были переизданы первые два альбома коллектива. Aerosmith упорно продолжали выпускать по альбому в год, и в 1976 году появился Rocks. Rocks быстро стал платиновым, а песни «Last Child» и «Back in the Saddle» — хитами на радио.
Вскоре Aerosmith опять отправились на гастроли. Теперь они уже организовывали собственные шоу и выступали как хедлайнеры на нескольких крупных фестивалях. Участники не на шутку увлеклись алкоголем и наркотиками, поэтому не все концерты проходили удачно, а некоторые группе и вовсе не удавалось дотянуть. Рассказывают анекдотичную историю о том, как менеджер «для разнообразия» поменял первую и последнюю песни программы местами, а почти ничего не соображающий Тайлер решил, что концерт окончен, и с радостью ушёл со сцены.
В результате появился не провальный, но и не оправдавший надежды Draw the Line в 1977 году. И снова тур, в рамках которого был записан концертный сборник Live! Bootleg. Aerosmith снимаются в фильме Sgt. Pepper’s Lonely Hearts Club Band, поставленном на музыку The Beatles. Кавер на «Come Together» станет их последней на ближайшие 10 лет песней, попавшей в Топ 40. На момент записи шестого студийного альбома Night in the Ruts (1979) группа была замучена разъездами и пьянками, а Тайлер переругался с Перри. Последний хлопнул дверью и организовал собственный проект, который имел локальный успех.
На место гитариста пришёл Джимми Креспо (бывший участник группы Flame). Night in the Ruts провалился по всем пунктам, единственным синглом у него был «Remember (Walking in the Sand)», и та кавер-версия песни The Shangri-Las. «Remember» дотянулась только до 67 строчки хит-парада.

### 1980-е
Сборник Greatest Hits (1980) разошёлся огромным тиражом, но группу ожидала ещё одна серьёзная потеря — на этот раз её покинул Брэд Уитфорд. Записав гитарную партию для «Lightning Strikes», он уступил место Рику Дьюфею. Тайлер врезался на мотоцикле в фонарный столб и почти год пролежал в больницах. Но к 1982 году у группы был готов Rock in a Hard Place, хотя он обернулся очередной неудачей — только золотой статус и отсутствие синглов. На концертах в поддержку альбома музыканты отключались прямо на сцене.
Странно, но задним числом отношение к двум «провальным» альбомам резко изменилось, а Rock in a Hard Place теперь называют самым недооцененным и одним из лучших творений группы. Альбом как бы стоит особняком, по звучанию он сильно отличается и от раннего, и от современного Aerosmith.
14 февраля 1984 года Перри и Уитфорд посетили концерт Aerosmith, а спустя пару месяцев были восстановлены в группе. Во многом этому способствовал новый менеджер Тим Коллинз, ранее работавший с Перри. Стивен Тайлер вспоминал: «Это было непередаваемо, когда мы впятером собрались в одной комнате впервые за такое долгое время. Мы все начали смеяться — как будто тех пяти лет никогда не было. Мы знали, что поступаем правильно».
В том же году Aerosmith организовали успешный тур с символическим названием Back in the Saddle, во время которого записали концертник Classics Live II. Разногласий между ними больше не было, группа перешла на Джеффин Рекордз и там продолжила работу над возвращением. Несмотря на уход Aerosmith на другой лейбл, в течение 1980-х Коламбия выпустила двойной сборник Classics Live I и II и коллекционное издание Gems.
Первым альбомом, записанным после воссоединения, стал Done with Mirrors (1985). Если критика отнеслась к нему положительно, то слушатели успели позабыть о группе: альбом получил только золото и был проигнорирован на радио. Самая примечательная песня «Let the Music Do the Talking» по сути была кавером на Joe Perry Project. Но с каверами Aerosmith всё-таки везло: в 1986 году Тайлер и Перри по инициативе Рика Рубина присоединились к хип-хоп-команде Run DMC и записали новую версию «Walk This Way», впервые объединив в песне элементы рок-музыки и рэпа. Хит прогремел по обе стороны океана, обозначив окончательное возвращение Aerosmith.
Одна проблема пока оставалась. Тим Коллинз пообещал сделать из Aerosmith самую известную группу 1990-х, если они расстанутся с наркотиками. И ребята согласились, за несколько лет завязав с опасным увлечением. После провала Done With Mirrors следующий альбом должен был стать решающим для будущего группы. Освободившись от дурмана, они с усердием принялись за работу. Permanent Vacation был выпущен в августе 1987 года. Публика восприняла его на ура: 5 миллионов копий только в США и три сингла («Dude (Looks Like a Lady)», «Rag Doll», и «Angel», все попали в топ-20 «Биллборда»). Последовал напряжённый тур с Guns N’ Roses, которые и не скрывали сильное пристрастие к «колесам».
Альбом Pump (1989) оказался ещё лучше: три сингла попали уже в первую десятку, а Aerosmith получили свою первую «Грэмми» за песню «Janie’s Got a Gun». Рабочий процесс был запечатлен в документальном фильме The Making of Pump, позже переизданный на DVD.

### 1990-е
Группа заканчивает гастроли в поддержку Pump. В феврале они снимаются в эпизоде комедии «Мир Уэйна 2», пользовавшейся большим успехом, исполнив там композиции «Janie’s Got a Gun» и «Monkey on My Back». Вскоре песни стали хитами. Видно, группа вошла во вкус и в 1991 году появилась в эпизоде Симпсонов «Flaming Moe’s».
Aerosmith берут перерыв и начинают работу над последователем Pump. Несмотря на значительные изменения в основных направлениях музыки, альбом 1993 года Get a Grip стал коммерчески успешным. Он стал первым их альбомом, возглавившим чарт. Первыми синглами были ударные «Livin’ on the Edge» и «Eat the Rich». Потом многим критикам не понравился акцентом на мощные баллады при раскрутке альбома, хотя все три («Cryin’», «Amazing» и «Crazy») стали суперхитами на радио и MTV. Видеоклипы запомнились, в первую очередь, участием в них подающей надежды актрисы Алисии Сильверстоун. Её называли «аэросмитовской цыпочкой» ещё лет пять. Дочь Стива Тайлера Лив тоже засветилась в «Crazy». Итог продаж Get a Grip: 20 млн копий в мире. За альбомом последовали 18 месяцев гастролей, съёмки в фильме «Мир Уэйна 2», выпуск компьютерной игры «Революция Х» и выступление на Вудстоке’94.
В 1994 году Джеффин выпускает сборник лучших песен с трёх последних альбомов Aerosmith, который получает название Big Ones. Кроме того, на нём были три новые песни: «Deuces Are Wild», «Blind Man» и «Walk on Water». Big Ones ожидаемо обосновывается на первых строчках чартов.
В 1989 году Aerosmith хотели вернуться на Коламбию, но по контракту они должны записать ещё два альбома для Джеффин. Договариваются на двух компиляциях и берут отпуск, чтобы побыть с семьями и подготовить материал для очередного альбома. Как назло, начинаются странности с менеджером группы, стараниями Тима Коллинза работа идёт трудно. Сначала он растащил участников по разным городам, потом стал намекать на то, что они устали друг от друга и было бы полезно на время распустить Aerosmith. То ли Коллинз хотел укрепить своё влияние, то ли просто напакостить, но он перегнул палку, заявив Тому и Джо, что Тайлер снова начал принимать сильные наркотики и собирается их уволить. Сначала ребята поверили Коллинзу и подписались под предложением Стивену вести себя нормально или уйти из группы. Когда состоялась таки встреча всех участников Aerosmith, выяснилось, что уйти придётся менеджеру. На увольнение он ответил распространением в прессе гнусных и неправдоподобных слухов.
В 1997 году альбом с говорящим названием Nine Lives («Девять жизней») был готов. Рецензии были самыми разными. Сначала альбом быстро падал в чартах, но продержался очень долго и в одной только Америке стал дважды платиновым. «Falling in Love (Is Hard on the Knees)», баллада «Hole in My Soul» и эпатирующая «Pink» были выпущены как синглы. Группа начинает масштабный двухгодичный тур, который тоже прошёл негладко. Сначала Тайлер случайно ударил себе по ноге микрофонной стойкой, в результате чего получил серьёзную травму и два месяца не мог ходить, потом Джой Крамер чуть не сгорел заживо в аварии на бензозаправке. В результате были отменены около 40 концертов (большая часть перенесена на другие даты). Первыми в списке «Cancelled» стояли Петербург и Москва.
Последовавшая в конце 90-х серия релизов (в основном концертные и старые версии) продавалась солидными тиражами, но не стала популярной у критиков. Главным хитом Aerosmith в 90-е и единственным на данный момент их синглом № 1 в итоговом чарте стала музыкальная тема из фантастического фильма «Армагеддон» «I Don’t Want to Miss a Thing». Сначала группа не хотела исполнять балладу Дианы Уоррен (иногда соавторство приписывают Джо Перри), посчитав её довольно спорной. Дочь Стивена Тайлера, Лив Тайлер играла в «Армагеддоне» одну из главных ролей, а режиссёр фильма Майкл Бей снял клип на «Falling in Love» (MTV Video Award за лучшее рок-видео).
В 1999 году группа разработала и записала саундтрек для аттракциона студии Disney-MGM (и позже для парка студии Уолта Диснея) «Rock’n’Roller Coaster» на основе подготовки и последующего проведения концерта. Начало тысячелетия Aerosmith отметили короткими гастролями по Японии.

### 2000-е

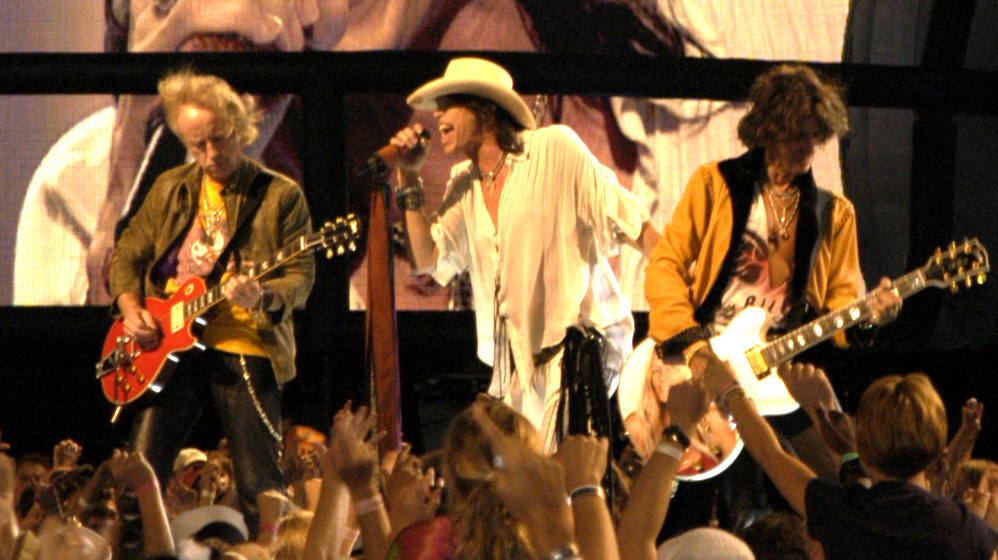
2003 год

Aerosmith начинают 2001 год с выступления на Супербоуле вместе с Эн-Синк, Бритни Спирс и Нелли. Они не отказываются, но в тот же день увольняют всех менеджеров и решают, что больше не потерпят вмешательства в свои дела.
Группа сама продюсирует новый альбом Just Push Play и выпускает его в марте 2001. Альбом быстро получает платину, сингл «Jaded» — седьмую позицию в Биллборде. Aerosmith принимают в Зал славы рок-н-ролла (они уже были номинированы в 2000). После вашингтонского концерта в поддержку жертв терактов 11 сентября группа отправляется в Индиану, чтобы продолжить выступления.
В следующем году Aerosmith довели тур до конца, выпустили сборник O, Yeah! на двух дисках, для которого записали песню «Girls of Summer», поучаствовали в нескольких программах на музканалах (стоит отметить получение награды MTV Icon) и снова отправились на гастроли.
В 2003-ем группа работала над блюзовым альбомом и вместе с Kiss разъезжала с концертами по Америке. Долгожданный Honkin' on Bobo (2004) был хорошо встречен в Соединённых Штатах и Европе, где возобновился интерес к блюзу. Альбом сопровождался концертным видео You Gotta Move, которое появилось на DVD в декабре 2004-го. В 2005-м Стивен сыграл самого себя в комедии «Будь круче». Джо Перри выпустил сольный альбом, за который получил номинацию на Грэмми. Многие считают, что Joe Perry (так был назван сольный альбом) намного ближе к музыке Aerosmith 70-х, чем большинство недавних альбомов группы. В октябре 2005-го вышел концертный CD/DVD под названием Rockin’ the Joint, Aerosmith записали его на концерте в клубе «Joint» во время очередных гастролей. До окончания тура планировался ряд концертов, в том числе с другими музыкантами, но вместо этого началась настоящая чёрная полоса. Сначала были отменены выступления в нескольких городах, а потом и все остальные, «из-за болезни участника группы». Позже невнятное объяснение всё-таки уточнили: из-за операции на голосовых связках, которую сделали Стивену Тайлеру. "Я не то что петь, говорить не мог, " — вспоминает Стив. Aerosmith решили не терять время даром, а заняться материалом для нового альбома, которого их фэны уже заждались.

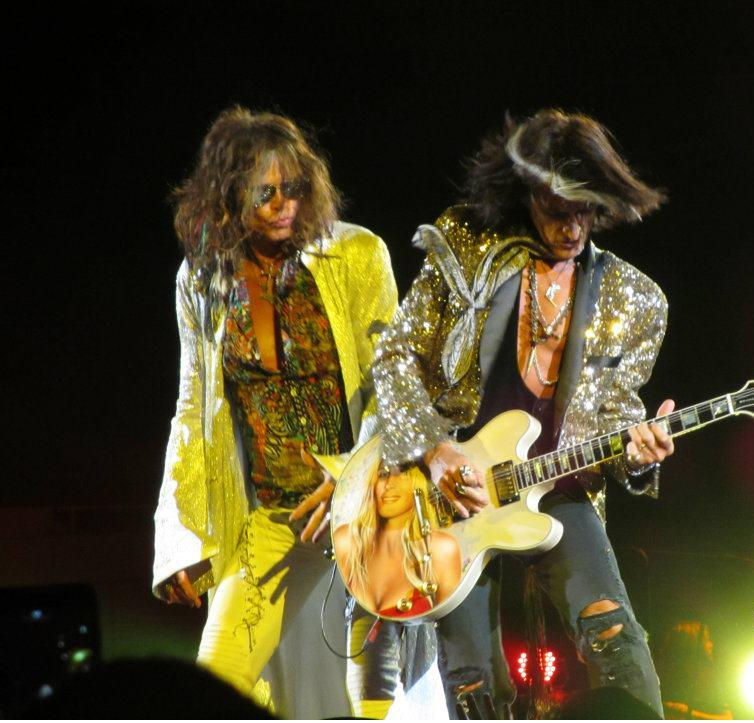
2013 год

4 июля 2006 года Тайлер и Перри выступают на концерте в честь Дня независимости и рассказывают о том, что в планах Aerosmith тур вместе с Motley Crue, который назвали Route of All Evil («Путь всего зла»). Вместо студийного альбома выходит очередной бэст Devil’s Got a New Disguise (буквально — «Дьявол принимает новый облик»), с черепушкой на обложке. Чёрный юмор, особенно в свете сообщения о временной замене Тома Хэмилтона на Дэвида Хилла (David Hull, был басистом в Joe Perry Project) из-за того, что у первого обнаружен рак горла. Том вернулся 1 декабря, а 17-го гастроли были закончены.
В то же время журналисты поговаривали о конце группы, но Aerosmith не в первый раз выкарабкались. Даже неприятный инцидент с Джо Перри, который был сшиблен стрелой операторского крана и продолжил концерт с сотрясением мозга, не выбил группу из седла.
В 2007 году Aerosmith, в рамках очередного тура, навестили страны Латинской Америки и Европы, а затем Объединённые Арабские Эмираты и Индию. 10 и 12 июля группа отыграла два концерта в Москве и в Санкт-Петербурге.
В ноябре 2009 года Стивен объявил о временном уходе из группы, но уже в феврале 2010, после продолжительной эпопеи, включающей взаимные обвинения, ссоры из-за пустяков, нечаянное падение Тайлера со сцены, поиски замены травмированному солисту, угрозы судебными разбирательствами, Aerosmith в полном составе объявили о предстоящем летнем туре «Cocked, Locked and Ready To Rock». Первый концерт был запланирован на 10 июня в Швеции.

### 2010-е
25 июня 2016 года было объявлено о грядущем прощальном туре, который начался в 2017-м году.
В январе 2019 года Джо Перри заявил, что он и Стивен Тайлер должны начать совместную запись нового материала для нового альбома Aerosmith.
25 июня 2019 года The New York Times Magazine назвал Aerosmith среди сотен исполнителей, чей материал, как сообщается, был уничтожен во время пожара в Universal Studios Hollywood 2008 года.
Летом 2020 года запланированный концерт группы в Москве был отменен в связи с пандемией COVID-19. Выступление было перенесено на следующий год.
В мае 2023 года группа анонсировала прощальный тур под названием «Peace Out», который стартует в сентябре в Филадельфии и завершится в январе 2024 года в Монреале.

## Состав

### Текущий состав
- Стивен Тайлер (Steven Tyler) — вокал, губная гармоника, клавишные, перкуссия (1970—наши дни)
- Джо Перри (Joe Perry) — гитара, бэк-вокал (1970—1979, 1984—наши дни)
- Том Хэмилтон (Tom Hamilton) — бас-гитара (1970—наши дни)
- Джой Крамер (Joey Kramer) — ударные, перкуссия (1970—наши дни)
- Бред Уитфорд (Brad Whitford) — гитара (1971—1981, 1984—наши дни)

### Бывшие участники
- Рэй Табано (Ray Tabano) — гитара (1970—1971)
- Джимми Креспо (Jimmy Crespo) — гитара, бэк-вокал (1979—1984)
- Рик Дьюфей (Rick Dufay) — гитара (1981—1984)

## Дискография

### Студийные альбомы
| Дата выхода     | Название                      | Позиция в Billboard | Сертификация RIAA | Лейбл    |
| --------------- | ----------------------------- | ------------------- | ----------------- | -------- |
| 13 января 1973  | Aerosmith                     | 21                  | 2× Platinum       | Columbia |
| 1 марта 1974    | Get Your Wings                | 74                  | 3× Platinum       | Columbia |
| 8 апреля 1975   | Toys in the Attic             | 11                  | 8× Platinum       | Columbia |
| 3 мая 1976      | Rocks                         | 3                   | 4× Platinum       | Columbia |
| 1 декабря 1977  | Draw the Line                 | 11                  | 2× Platinum       | Columbia |
| 1 ноября 1979   | Night in the Ruts             | 14                  | Platinum          | Columbia |
| 1 августа 1982  | Rock in a Hard Place          | 32                  | Gold              | Columbia |
| 9 ноября 1985   | Done with Mirrors             | 36                  | Gold              | Geffen   |
| 5 сентября 1987 | Permanent Vacation            | 11                  | 5× Platinum       | Geffen   |
| 8 сентября 1989 | Pump                          | 5                   | 7× Platinum       | Geffen   |
| 20 апреля 1993  | Get a Grip                    | 1                   | 7× Platinum       | Geffen   |
| 18 марта 1997   | Nine Lives                    | 1                   | 2× Platinum       | Columbia |
| 6 марта 2001    | Just Push Play                | 2                   | Platinum          | Columbia |
| 30 марта 2004   | Honkin' on Bobo               | 5                   | Gold              | Columbia |
| 6 ноября 2012   | Music from Another Dimension! | 5                   | CAN: Gold         | Columbia |

### Концертные альбомы
- Live! Bootleg (1978)
- Classic Live! (1986)
- Classic Live! Vol.2 (1987)
- A Little South of Sanity (1998)
- Rockin’ the Joint (2005)
- Live On Air' (2011)
- Rocks Donington 2014 (2015)

### Сборники
- Greatest Hits (1980)
- Gems (1988)
- Pandora’s Box (1991)
- Big Ones (1994)
- Box of Fire (1994)
- Young Lust: Aerosmith Antology (2001)
- O, Yeah! The Ultimate Aerosmith Hits (2002)
- Devil’s Got a New Disguise (2006)
- The Essential Aerosmith (2013)
- Up in Smoke (2015)
- The Very Best of Aerosmith (2016)